# Ramsjö distrikt
Ramsjö distrikt är ett distrikt i Ljusdals kommun och Gävleborgs län. Distriktet ligger omkring Ramsjö i norra Hälsingland. 

## Tidigare administrativ tillhörighet
Distriktet inrättades 2016 och utgörs av Ramsjö socken i Ljusdals kommun.
Området motsvarar den omfattning Ramsjö församling hade 1999/2000.

## Tätorter och småorter
I Ramsjö distrikt finns en småort men inga tätorter. 

### Småorter
- Ramsjö